# Backstugusittare

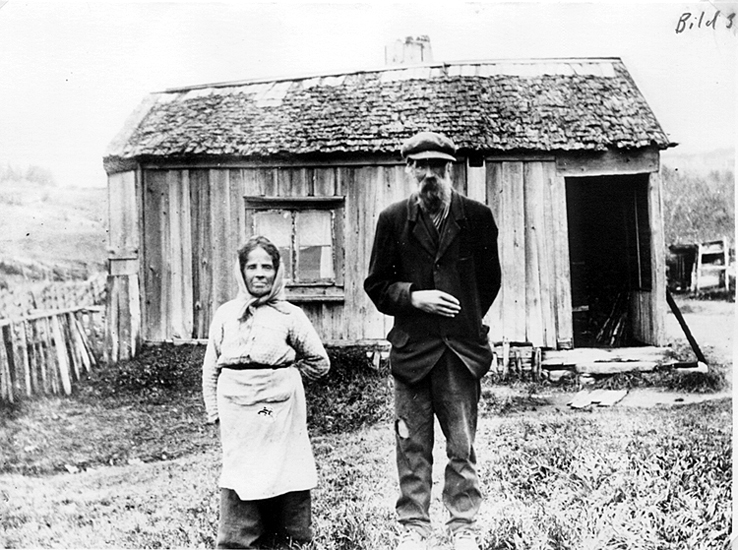
Backstugusittarna Ante och Lillulla i Nätra församling, söder om Örnsköldsvik. (Fotografi från år 1900)

Backstugusittare eller backstusittare (även -hjon, -bo, -folk, etc) är ett ålderdomligt uttryck för lantbor som bodde i en backstuga, på byns allmänning eller på någon annans mark och, till skillnad från torpare, utöver en köksträdgård inte hade någon jord att bruka. Därmed var backstugor inte skattlagda. Begreppen backstuga och backstusittare överlappar delvis med gatehus, gatehusfolk och husmän.
Begreppet är känt sedan början av 1600-talet. Men först från 1800-talets början redovisades backstusittare separat från torpare. 1805 års ståndsstatistik säger drygt 28 000 arbetsföra manliga backstusittare. 45 000 redovisas vid 1800-talets mitt, 50 000 år 1885, och 23 000 år 1910.
Jämförelsevis fanns 52 000 torpare i Sverige år 1890.
I backstugor bodde ofta gamla orkeslösa människor. Backstusittaren kunde i vissa fall äga själva stugan, men var annars helt beroende av markägarens godtycke och betalade med pengar eller arbete för att ha tak över huvudet. Backstugor kunde anvisas åt socknens fattighjon eller på livstid till undantagsmän och pensionerade trotjänare. Till hushållet kunde höra mindre djur, som höns, en get och kanske en gris.
Backstusittare försörjde sig typiskt på tillfälliga arbeten och hemslöjd till avsalu. Undantagsvis fanns backstusittare med relativt god standard. En del hantverkare fann i backstugan en billig bostad, utan att för den skull vara fattiga, exempelvis bysmeder och avskedade soldater verksamma som skräddare eller skomakare. Men framförallt kännetecknades backstusittarna av att de för sin överlevnad nöddes kombinera daglönearbete på herrgårdar och hos bönder, när behovet var som störst, med "binäringar" som träslöjd, korgflätning och spinning.
Backstusittarna var en socialgrupp med låg ställning, visserligen inte de allra fattigaste, bättre ansedda än rotehjon och inhyseshjon, men utan tvivel föraktade och på den sociala rangskalan underlägsna, i tur och ordning, (ogifta) pigor och drängar, statare (dvs gifta drängar med familj) samt torpare. Dessa obesuttna bodde alla i byarna på landsbygden, men var inte företrädda på bystämman eller i ståndsriksdagen.
Under frihetstiden uppmärksammades en alltmera påtaglig arbetskraftsbrist. Bergsbruket, skogsbruket och jordbruket behövde arbetskraft och nyodling var idealet. För att stimulera befolkningstillväxten underlättades obesuttnas familjebildning. Skiftesreformer diskuterades och en serie lagar 1743-1770 upphävde restriktionerna mot bildning av torp, och i samma anda blev backstusittare med tre mantalsskrivna barn efter 1762 helt befrade från mantalspenning.
Backstusittarnas relativa status förbättrades något under 1800-talet. Särskilt Laga skiftet ledde till att daglönarna blev fler. De flyttade in i gatehus och backstugor. Anledningen var att gårdarna flyttades ut från byarna och gjorde anspråk på de jordar i byarnas periferi som dittills brukats av torpare. Torparfamiljerna vräktes och hade då få andra alternativ än tillfällighetsarbeten som daglönare.